# (9180) Samsagan
(9180) Samsagan (1991 GQ) – planetoida z pasa głównego asteroid okrążająca Słońce w ciągu 5,69 lat w średniej odległości 3,19 j.a. Odkryta 8 kwietnia 1991 roku.